# Plesso cardiaco
Il plesso cardiaco è la parte nervosa del cuore che deve la sua origine alla partecipazione di fibre provenienti dal sistema simpatico e dal sistema parasimpatico.
Il nervo vago fornisce le fibre parasimpatiche superiori, medie e inferiori, esercitando un'azione cronotropa negativa, dromotropa negativa, lusitropa negativa e batmotropa negativa.
Le fibre ortosimpatiche derivano dai gangli e dai tronchi del tratto cervicale e toracico, fornendo i nervi cardiaci superiori, medi e inferiori e i nervi cardiaci toracici, che raggiungono gli atri. La loro azione è contrapposta all'effetto del vago, pertanto avranno un'azione inotropa e cronotropa positiva.